# Guillaume de Montjoie
Guillaume de Montjoie (mort le 3 avril 1451) fut évêque de Saint-Papoul en 1421, évêque titulaire de Verdun de 1423 à 1424 puis évêque de Béziers de 1424 à 1451.

## Biographie
Originaire de Savoie, il est nommé à Saint-Papoul en 1421 après démission de Jean de Burle, puis transféré à Verdun en 1421 où il ne reste que quelques mois avant de regagner le Languedoc nommé à Béziers le 14 février 1424 où il meurt le 3 avril 1451.

## Art
Guillaume de Montjoie est représenté doté de son sceau sur l'œuvre d'Enguerrand Quarton, le Couronnement de la Vierge.